# 桑德拉·布朗
桑德拉·布朗（英語：Sandra Brown，1946年2月3日—），澳大利亚女子田径运动员。她曾代表澳大利亚参加1970年英联邦运动会田径比赛，获得一枚银牌。她也曾参加1968年夏季奥林匹克运动会。